# Zestusa dorus
Zestusa dorus är en fjärilsart som beskrevs av Edwards 1882. Zestusa dorus ingår i släktet Zestusa och familjen tjockhuvuden. Inga underarter finns listade i Catalogue of Life.